# باسکنسیوس دل توزو
باسکنسیوس دل توزو (به اسپانیایی: Basconcillos del Tozo) یک شهرستان در اسپانیا است.